# Big Meadows Ranger Station
La Big Meadows Ranger Station – ou Mountain School ou Hoover School Building – est un bâtiment américain dans le comté de Page, en Virginie. Aujourd'hui protégé au sein du parc national de Shenandoah, il a été construit vers 1930 pour servir d'école aux enfants de la région, sur décision d'Herbert Hoover. Déplacé aux Big Meadows à la fin des années 1930, il est reconverti en logement et station de rangers en 1945. C'est une propriété contributrice au district historique de Skyline Drive depuis le 19 septembre 1997.